# История почты и почтовых марок Реюньона
История почты и почтовых марок Реюньона описывает развитие почтовой связи на
Реюньоне, принадлежащем Франции острове, ранее известном как остров Бурбон, с населением около 800 тысяч человек, расположенном в Индийском океане, к востоку от Мадагаскара, примерно в 200 км к юго-западу от Маврикия, ближайшего острова, с административным центром в Сен-Дени. Бывшая французская колония (1642—1946), заморский департамент Франции (1946—1974), ныне административный регион Франции (с 1974) и неотъемлемая часть Французской Республики. Почтовые марки эмитировались в 1851—1947 годах.

## Выпуски почтовых марок

### Первые почтовые марки
Первые почтовые марки Реюньона были выпущены 1 января 1852 года, впрочем по другим сведениям, первые марки острова вышли в 1851 году. Были напечатаны две марки: для использования на внутренней корреспонденции и для дополнительной франкировки международных почтовых отправлений. Обе почтовые марки имеют очень высокую каталожную стоимость. В частности, каталог «Ивер» оценивает каждую из них в 42 тысячи евро (за негашеную) и 27 тысяч евро (за гашеную)

### Выпуски французских колоний
В 1859—1885 годах на острове использовались универсальные выпуски французских колоний без надпечаток.
С 1885 года на почтовых марках французских колоний делались надпечатки для использования на Реюньоне. Надпечатки содержали номинал марки и буквенное обозначение («R»). В 1891 году появляется надпечатка на марках французских колоний: фр. «Réunion» («Реюньон»).

### Последующие выпуски

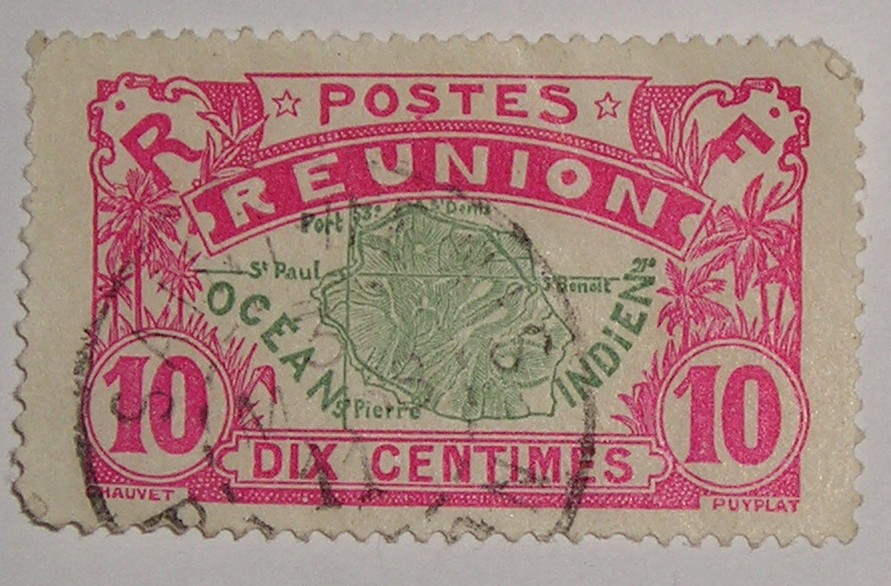
Почтовая марка с изображением карты Реюньона, 1907 г.

Первая серия стандартных марок Реюньона была выпущена в 1892 году. Это были марки типа «Мореплавание и торговля» с надписью «Réunion» («Реюньон»).
Первый почтовый блок Реюньона вышел в 1937 году. В следующем 1938 году были изданы первые авиапочтовые марки острова. Надписи на авиапочтовых марках: фр. «Poste aérienne» («Авиапочта»).
В период Второй мировой войны при режиме Виши были подготовлены к изданию почтовые марки для острова в 1941 и 1942 годах, но поскольку они так и не поступили в продажу на Реюньоне, то известны только негашеные экземпляры этих марок. В 1943 году захват острова движением «Свободная Франция» привёл к появлению выпусков с надпечатками и надписью «France Libre» («Свободная Франция»).
На почтовых марках Реюньона встречаются надписи: фр. «Ile de la Réunion» («Остров Реюньон»), «Timbre-poste» («Почтовая марка»), «République Française», «RF» («Французская Республика»), «Postes» («Почта»), «Colonies» («Колонии»), «Postes Française» («Французская почта»),.

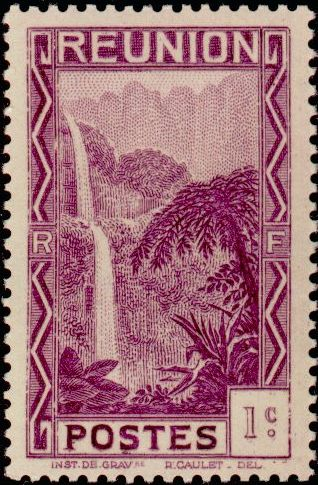
Стандартный выпуск 1933 г.

На Реюньоне находились в обращении почтовые марки Франции с надпечаткой нового тарифа во франках КФА с 1949 года по 1974 год.
С 1975 года используются почтовые марки Франции без надпечатки нового тарифа.

## Другие виды почтовых марок

### Доплатные марки
С 1884 года по 1971 год для Реюньона эмитировались доплатные марки. Надписи на таких марках: фр. «Тахе á percevoir» («Сумма, подлежащая к оплате»), «Chiffre-taxe» («Доплата»).

### Пакетные марки
С 1851 года по 1963 год были выпущены пять пакетных марок.